# Louis Antoine Caraccioli
Pour les articles homonymes, voir Caraccioli.
Louis-Antoine Caraccioli, né le 6 novembre 1719 au Mans et mort le 29 mai 1803 à Paris, est un écrivain français polygraphe, auteur d’ouvrages littéraires, historiques, politiques, théologiques, etc.
Issu d’une branche cadette de la maison napolitaine de ce nom, il entra en 1739 chez les Oratoriens qu’il quitta peu après, séjourna quelque temps en Pologne, où il fit l’éducation du prince Rzewuski, puis revint à Paris, où il se livra tout entier aux lettres et vécut du produit de sa plume. Ruiné par la Révolution française, il reçut de la Convention, en 1795, une pension de 2 000 livres.

## Biographie
Son père fut ruiné par le système de Law. Après avoir fait ses études au Mans, ville natale de sa mère, il entra en 1739 dans la congrégation de l'Oratoire au sein de laquelle il se distingua par sa facilité et son goût pour les belles-lettres, par la gaieté de son caractère, la vivacité de son esprit, et par le talent singulier pour imiter par la voix et le geste, toutes sortes de personnes, si bien qu’on s’imaginait converser avec les originaux. Après avoir rempli sa carrière classique avec succès dans le collège de Vendôme, son goût pour les voyages et le désir de connaître la patrie de ses ancêtres le conduisirent en Italie. Le nom qu’il portait, ses qualités, ses manières et ses connaissances littéraires, lui valurent un accueil distingué.
Benoît XIV, et ensuite Clément XIII le reçurent avec honneur, et il conserva des relations épistolaires avec plusieurs membres du Sacré collège. Étant passé en Allemagne et de là en Pologne, il devint gouverneur des enfants du prince Séverin Rzewuski, grand général et premier sénateur du royaume. Il y fut pourvu d’un brevet de colonel, afin d’être admis à ta table de ce général. Cette place lui valut une pension viagère de 3 000 livres, qui lui fut régulièrement payée jusqu’à la révolution de Pologne, et il témoigna sa reconnaissance envers son bienfaiteur, en rédigeant la biographie du plus illustre membre de cette famille, Wenceslas Rzewuski. Sa mission terminée, Caraccioli rentra en France, résida quelques années à Tours et, finalement, s’installa à Paris où il sut se rendre intéressant dans plusieurs sociétés par la gaieté de sa conversation nourrie d’une foule d’anecdotes recueillies au cours de ses voyages, et qu’il racontait d’une manière piquante.
Sa modique fortune suffisant à peine à son entretien, Caraccioli chercha à y suppléer en composant un grand nombre d’ouvrages, presque tous publiés sous un nom de plume, qui se succédèrent rapidement sous sa plume féconde. Écrits dans un sincère respect de la religion et de la morale, à défaut de vues profondes ou style brillant, les ouvrages de cet auteur prolifique ont eu surtout beaucoup de succès parmi les ecclésiastiques qui trouvaient dans plusieurs d’entre eux d’abondants matériaux pour leurs sermons, quelquefois même des sermons tout faits. La plupart furent traduits en italien, en allemand, quelques-uns en anglais.
Les troubles de la Pologne privèrent Caraccioli, qui n’avait jamais été dans l’aisance, de sa pension et il perdit, peu après, un autre traitement que lui avait laissée l’impératrice Marie-Thérèse. La Révolution française le priva également de ressources du même genre. La Convention nationale lui attribua, en 1793, un secours annuel de 2 000 livres et à sa mort, dix ans plus tard, dans un état proche de l’indigence, il ne laissa à son fidèle domestique que 24 francs pour tout héritage et la recommandation de ses amis.

## Principaux écrits
- Le véritable Mentor  ou l'éducation de la noblesse, Breslau, 1756.
- Conversation avec soi-même, Paris, 1758.Cet ouvrage, le meilleur sans doute de Caraccioli, offre une véritable leçon de conception. Bien avant Sigmund Freud, il développe le concept psychologique du moi et tente une typologie des devoirs de l’homme du monde. On y trouve des emprunts à Montaigne, Charron et surtout Sénèque.
- Jouissance de soi-même
- De la grandeur d’âme
- Tableau de la mort
- De la gaieté, Paris,Francfort 1762
- Les derniers adieux de la maréchale de *** à ses enfants, Paris, 1769

traduction anglaise de Samuel Glasse, Advice from a lady of quality to her children : in the last stage of a lingering illness, Gloucester, R. Raihes, 1778, 2 vol.
- Langage de la raison
- Langage de la religion
- Religion de l’honnête homme
- Le Chrétien du temps
- Diogène à Paris
- Le Livre à la mode
- Le Livre de quatre couleurs
- Vraie manière d’élever les princes
- Dictionnaire pittoresque et sententieux
- Vie de Clément XIV
- Lettres intéressantes du pape Clément XIV, prétendues trad. de l’italien et du latin, 4 vol. in-12, Paris, 1777.
- Paris, le modèle des nations ou l’Europe françoise.
- La Vie du pape Benoît XIV Prosper Lambertini, avec des notes instructives, & son portrait [signé Bradel], Paris : rue, et Hôtel Serpente, [Cochet], 1783.

### Sources
- Louis-Gabriel Michaud, Biographie universelle ancienne et moderne: ou histoire, par ordre alphabétique, de la vie publique et privée de tous les hommes qui se sont fait remarquer par leurs écrits, leurs talents, leurs vertus ou leurs crimes, t. 6, Paris, C. Desplaces, 1854, p. 643.
- Alexis-François Artaud de Montor, Encyclopédie des gens du monde : répertoire universel des sciences, des lettres et des arts : avec des notices sur les principales familles historiques et sur les personnages célèbres, morts et vivans, t. 4, Paris, Treuttel et Würtz, 1834, p. 716.